# Stabilt ändlig ring
Inom matematiken är en ring {\displaystyle R} stabilt ändlig (eller svagt ändlig) om för alla kvadratiska matriser A, B av samma storlek över R implicerar AB = 1 att BA = 1.